# Malacomys cansdalei
Il ratto di palude di Cansdale (Malacomys cansdalei  Ansell, 1958) è un roditore della famiglia dei Muridi diffuso nell'Africa occidentale.

## Descrizione
Roditore di medie dimensioni, con la lunghezza della testa e del corpo tra 136 e 156 mm, la lunghezza della coda tra 171 e 209 mm, la lunghezza del piede tra 42 e 45 mm e la lunghezza delle orecchie tra 28 e 29 mm.

Le parti superiori sono bruno-giallastre brillanti. Le parti ventrali sono bianche. La linea di demarcazione lungo i fianchi è netta. Il capo è più scuro. La coda è più lunga della testa e del corpo, scura sopra e più chiara sotto.

## Biologia

### Comportamento
È una specie terricola.

## Distribuzione e habitat
Questa specie è diffusa nella Costa d'Avorio, Ghana meridionale e probabilmente anche in Liberia.
Vive nelle foreste pluviali sempreverdi tropicali primarie, dove preferisce zone paludose, come fondo valle, sponde di torrenti e aree fangose.

## Conservazione
La IUCN Red List, considerato il vasto areale e la popolazione numerosa, classifica M.cansdalei come specie a rischio minimo (Least Concern).